# Эдигер, Жовьян
Жовья́н Эдиге́р (фр. Jovian Hediger; 17 декабря 1990 года, Райнах) — швейцарский лыжник, участник Олимпийских игр 2014 и 2018 годов и пяти чемпионатов мира. Специалист спринтерских гонок. 

## Карьера
В Кубке мира Эдигер дебютировал 13 декабря 2009 года, в марте 2013 года первый раз попал в десятку лучших на этапе Кубка мира, в спринте. 7 февраля 2021 года впервые попал в тройку лучших на этапе Кубка мира — в командном спринте вместе с Романом Фургером Эдигер занял второе место. Лучшим достижением Эдигера в общем итоговом зачёте Кубка мира является 48-е место в сезоне 2017/18. 
На Олимпийских играх 2014 года в Сочи занял 47-е место в спринте свободным ходом. На Олимпийских играх 2018 года занял 18-е место в спринте классическим стилем.
За свою карьеру принимал участие в пяти подряд чемпионатах мира (2013, 2015, 2017, 2019, 2021), лучший результат — девятое место в командном спринте в 2017 и 2021 годах.
Использует лыжи и ботинки производства фирмы Rossignol.